# Shai Hulud
Shai Hulud é uma banda estadunidense de metalcore e metal progressivo. Originalmente de Pompano Beach, Florida, em 1995, depois mudou-se para Poughkeepsie, Nova York. A banda recebeu o nome dos gigantes vermes da areia do romance de Frank Herbert, Duna.

## História
Eles tocam um hardcore punk muito distinto, influenciado por vários estilos musicais hardcore, metalcore, post-hardcore, thrash metal e death metal. Por bandas como 7 Angels 7 Plagues, Alove for Enemies, As Hope Dies, As I Lay Dying, Behind Crimson Eyes, It Prevails, Many Men Have Tried, Misery Signals, With honor, My Children My Bride, Poison the Well, See You Next Tuesday, Silverstein, The Funeral Pyre, The Banner, Unearth, Burn, Chain of Strength, Deadguy, J.F.A., Metallica, NOFX, S.F.A., Strongarm, Testament, Turning Point, Embodiment 12:14, Uniform Choice e Voivod.
Na cena punk muito especula-se sobre se Shai Hulud é straight edge ou cristã, mas, a banda apenas possui alguns membros straight edgers e cristãos, e eles mesmo dizem que o grupo não prega religiões ou filosofias.

## Membros
- Justin Kraus - vocais (Durante tour 2013)
- Matt Fox – guitarra
- Tony DelMonego – guitarra
- Matt Fletcher – baixo
- Matt Covey – Bateria

### Ex membros
- Damien Moyal - vocais
- Chad Gilbert - vocais
- Geert Van Der Velde - vocais
- Eric Dellon - vocais
- Oliver Chapoy - guitarra
- Matt Canning - guitarra
- Ryan Burns - guitarra
- Greg Thomas - guitar
- Dave Silber - baixo
- Jared Allen - baixo
- Jason Lederman - bateria
- Steve Kleisath - bateria
- Spikey Goldbach - bateria
- Chris Cardinal - bateria
- Tony Tintari - bateria
- Brian Go - bateria

## Discografia
Álbuns
- Hearts Once Nourished with Hope and Compassion (1997)
- That Within Blood Ill-Tempered (2003)
- Misanthropy Pure (2008)
- Reach Beyond The Sun (2013)[1]